# Miss Finlandia
Miss Finlandia (en finés: Miss Suomi) es un concurso de belleza nacional en Finlandia. Se encarga de seleccionar a las representantes del país para los concursos Miss Universo, Miss Mundo y Miss Internacional.

## Historia
El Miss Suomi se celebró por primera vez en 1931. Entre 1952 y 1955 la ganadora del Suomen Neito acudió al Miss Universo, donde Armi Kuusela también fue coronada como la primera Miss Universo en Long Beach por la actriz Piper Laurie en 1952.
En 1956, por falta de patrocinio, el certamen nacional de Suomen Neito no se realizó y por consecuente hizo que Finlandia se retirara de la competencia.
En 1960, Finlandia regresó al Miss Universo con la segunda finalista de Miss Suomi 1960, Maija-Leena Manninen, representando al país. En 1961, la Organización Miss Suomi cambió el formato para enviar a su ganadora al concurso Miss Universo, y reformateó en 1962 a 1963 la primera princesa de Miss Suomi fue a Miss Universo.
Desde 1964, la ganadora de Miss Suomi representa a su país en el concurso Miss Universo.

## Ganadoras
Ganó un título internacional
     Miss Universo Finlandia
     Miss Mundo Finlandia
     Miss Internacional Finlandia
     Miss Europa Finlandia
| Año  | Miss Suomi                             | 1.ª princesa                     | 2.ª princesa                             | Miss Internacional Finlandia | Miss Mundo Finlandia |
| ---- | -------------------------------------- | -------------------------------- | ---------------------------------------- | ---------------------------- | -------------------- |
| 2024 | Matilda Wirtavuori                     | Tiia Aalto                       | Amanda Hakalax                           | x                            | x                    |
| 2023 | Paula Joukanen                         | Serina Suvilahti                 | Maisa Alatalo                            | x                            | x                    |
| 2022 | Petra Hämäläinen                       | Nana Partanen                    | Adelaide Botty van den Bruele            | x                            | x                    |
| 2021 | Essi Unkuri                            | Emmi Suuronen                    | Sonja Länsivuori                         | x                            | Emilia Lepomäki      |
| 2020 | Viivi Altonen                          | Lauta Hautaniemi                 | Noona Pölkki                             | Anna Merimaa                 | Otorgado en 2021     |
| 2019 | Anni Harjunpää                         | Jutta Kyllönen                   | Riikka Uusitalo No compitió              | Otorgado en 2020             | Otorgado en 2021     |
| 2018 | Alina Voronkova                        | Eevi Ihalainen                   | Jenny Lappalainen                        | Otorgado en 2020             | Otorgado en 2021     |
| 2017 | Michaela Söderholm                     | Adriana Gerxhalija               | Pihla Koivuniemi                         | Otorgado en 2020             | Otorgado en 2021     |
| 2016 | Shirly Karvinen                        | Heta Sallinen                    | Emilia Seppänen                          | Otorgado en 2020             | Otorgado en 2021     |
| 2015 | Rosa-Maria Ryyti                       | Carola Miller                    | Saara Ahlberg                            | Otorgado en 2020             | Otorgado en 2021     |
| 2014 | Bea Toivonen                           | Krista Haapalainen               | Milla Romppanen                          | Otorgado en 2020             | Otorgado en 2021     |
| 2013 | Lotta Hintsa                           | Maija Kerisalmi                  | Helianna Ylimaula                        | Otorgado en 2020             | Otorgado en 2021     |
| 2012 | Sara Chafak                            | Sabina Särkkä                    | Viivi Suominen                           | Otorgado en 2020             | Otorgado en 2021     |
| 2011 | Pia Pakarinen Renunció                 | Sara Sieppi                      | Niina Lavonen                            | Otorgado en 2020             | Otorgado en 2021     |
| 2010 | Viivi Pumpanen                         | Anne Nurminen                    | Susanna Turja                            | Otorgado en 2020             | Otorgado en 2021     |
| 2009 | Essi Pöysti                            | Elsi Suolanen No compitió        | Linda Wikstedt                           | Otorgado en 2020             | Otorgado en 2021     |
| 2008 | Satu Tuomisto                          | Susanna Mustajarvi No compitió   | Janna Tannilla                           | Otorgado en 2020             | Otorgado en 2021     |
| 2007 | Noora Hautakangas                      | Jenni Laaksola No compitió       | Joanna Väre                              | Otorgado en 2020             | Otorgado en 2021     |
| 2006 | Ninni Laaksonen                        | Sini Vahela                      | Karoliina Yläjoki                        | Otorgado en 2020             | Otorgado en 2021     |
| 2005 | Hanna Ek                               | Elina Nurmi No compitió          | Susanna Laine                            | Otorgado en 2020             | Otorgado en 2021     |
| 2004 | Mira Salo                              | Krista Järvinen No compitió      | Henna Ylilauri                           | Otorgado en 2020             | Otorgado en 2021     |
| 2003 | Anna Strömberg                         | Piritta Hannula                  | Suvi Hartlin                             | Otorgado en 2020             | Otorgado en 2021     |
| 2002 | Janette Broman                         | Kaisa Jaako No compitió          | Katariina Kulve                          | Otorgado en 2020             | Otorgado en 2021     |
| 2001 | Heidi Willman                          | Susanna Tervaniemi               | Hanna Pajulammi                          | Otorgado en 2020             | Otorgado en 2021     |
| 2000 | Suvi Miinala                           | Jenni Dahlman                    | Kati Nirkko                              | Otorgado en 2020             | Otorgado en 2021     |
| 1999 | Vanessa Forsman                        | Minna Lehtine                    | Saija Palin                              | Otorgado en 2020             | Otorgado en 2021     |
| 1998 | Jonna Kauppila                         | Mandi Malek No compitió          | Piia Hartikainen                         | Otorgado en 2020             | Otorgado en 2021     |
| 1997 | Karita Tuomola                         | Taija Jurmu No compitió          | Maria Hietanen                           | Otorgado en 2020             | Otorgado en 2021     |
| 1996 | Lola Odusoga                           | Anitra Ahtola                    | Ulrika Wester                            | Otorgado en 2020             | Otorgado en 2021     |
| 1995 | Heli Pirhonen                          | Miia Puoskari                    | Susanne Tasa                             | Otorgado en 2020             | Otorgado en 2021     |
| 1994 | Henna Meriläinen                       | Petra von Hellens                | Marja Vuoristo                           | Otorgado en 2020             | Otorgado en 2021     |
| 1993 | Tarja Smura                            | Emilia Söderman                  | Arlene Kotala                            | Otorgado en 2020             | Otorgado en 2021     |
| 1992 | Kirsi Syrjänen                         | Kirsi-Maria Ketola               | Tiina Salmesvirta                        | Otorgado en 2020             | Otorgado en 2021     |
| 1991 | Tanja Vienonen                         | Nina Autio                       | Päivi Hytinkoski                         | Otorgado en 2020             | Otorgado en 2021     |
| 1990 | Tiina Vierto                           | Nina Björkfelt                   | Anu Yli-Mäenpää                          | Otorgado en 2020             | Otorgado en 2021     |
| 1989 | Åsa Lövdahl                            | Minna Kittilä                    | Tuija Junnila                            | Otorgado en 2020             | Otorgado en 2021     |
| 1988 | Nina Björnström                        | Minna Rinnetmäki                 | Sari Pääkkönen                           | Otorgado en 2020             | Otorgado en 2021     |
| 1987 | Outi Tanhuanpää                        | Niina Kärkkäinen                 | Tarja Musikka                            | Otorgado en 2020             | Otorgado en 2021     |
| 1986 | Tuula Polvi                            | Maarit Salomäki                  | Saila Saarinen                           | Otorgado en 2020             | Otorgado en 2021     |
| 1985 | Marja Kinnunen                         | Elisa Yliniemi                   | Marjukka Tontti                          | Otorgado en 2020             | Otorgado en 2021     |
| 1984 | Anna-Liisa Tilus                       | Tiina Laine                      | Tiina Hyvärinen                          | Otorgado en 2020             | Otorgado en 2021     |
| 1983 | Nina Rekola                            | Marita Pekkala                   | Niina Kesäniemi                          | Otorgado en 2020             | Otorgado en 2021     |
| 1982 | Sari Aspholm                           | Tarja Hakakoski                  | Aino Summa                               | Otorgado en 2020             | Otorgado en 2021     |
| 1981 | Merja Varvikko                         | Eija Korolainen                  | Pia Nurminen                             | Otorgado en 2020             | Otorgado en 2021     |
| 1980 | Sirpa Viljamaa                         | Marja-Leena Palo                 | Anne-Marie Tarhia                        | Otorgado en 2020             | Otorgado en 2021     |
| 1979 | Päivi Uitto                            | Tuire Pentikäinen                | Käte Nyberg                              | Otorgado en 2020             | Otorgado en 2021     |
| 1978 | Seija Paakkola                         | Tii Heilimo                      | Eija Laaksonen                           | Otorgado en 2020             | Otorgado en 2021     |
| 1977 | Armi Aavikko†                          | Maarit Ryhänen                   | Marianne Åström                          | Otorgado en 2020             | Otorgado en 2021     |
| 1976 | Suvi Lukkarinen                        | Riitta Väisänen Miss Europa 1976 | Maarit Leso                              | Otorgado en 2020             | Otorgado en 2021     |
| 1975 | Anne Pohtamo Miss Universo 1975        | Merja Tammi                      | Eeva Mannerberg                          | Otorgado en 2020             | Otorgado en 2021     |
| 1974 | Johanna Raunio                         | Talvikki Ekman                   | Leena Vainio                             | Otorgado en 2020             | Otorgado en 2021     |
| 1973 | Raija Stark                            | Seija Mäkinen                    | Marita Smeds                             | Otorgado en 2020             | Otorgado en 2021     |
| 1972 | Maj-Len Eriksson†                      | Tarjs Leskinen                   | Anneli Björkling Miss Internacional 1973 | Otorgado en 2020             | Otorgado en 2021     |
| 1971 | Pirjo Laitila                          | Eila Kivistö                     | Mirja Halme                              | Otorgado en 2020             | Otorgado en 2021     |
| 1970 | Ursula Rainio                          | Hannele Hamara                   | Margarita Marta Briese                   | Otorgado en 2020             | Otorgado en 2021     |
| 1969 | Harriet Eriksson                       | Päivi Raita                      | Crista Oinonen                           | Otorgado en 2020             | Otorgado en 2021     |
| 1968 | Leena Brusiin Miss Europa 1968         | Sirpa Wilkman                    | Leena Sipilä                             | Otorgado en 2020             | Otorgado en 2021     |
| 1967 | Ritva Lehto †                          | Satu Kostiainen                  | Hedy Rännäri                             | Otorgado en 2020             | Otorgado en 2021     |
| 1966 | Satu Östring                           | Marita Gellman                   | Terttu Ronkainen                         | Otorgado en 2020             | Otorgado en 2021     |
| 1965 | Virpi Miettinen                        | Raija Salminen                   | Esti Östring                             | Otorgado en 2020             | Otorgado en 2021     |
| 1964 | Sirpa Suosmaa                          | Sirpa Wallenius                  | Maila Östring                            | Otorgado en 2020             | Otorgado en 2021     |
| 1963 | Marja-Liisa Ståhlberg                  | Riitta Kautiainen                | Anneli Rantala                           | Otorgado en 2020             | Otorgado en 2021     |
| 1962 | Kaarina Leskinen                       | Aulikki Järvinen                 | Eeva Malinen                             | Otorgado en 2020             | Otorgado en 2021     |
| 1961 | Ritva Wächter                          | Ann-Mari Nygård                  | Marja Ryönä                              | Otorgado en 2020             | Otorgado en 2021     |
| 1960 | Margareta Schauman                     | Heli Heiskala                    | Maija-Leena Manninen                     | Otorgado en 2020             | Otorgado en 2021     |
| 1959 | Tarja Nurmi                            | Margit Jaatinen                  | Else-Maj Petham                          | Otorgado en 2020             | Otorgado en 2021     |
| 1958 | Pirkko Mannola                         | Eva-Maija Sariola                | Anja Hatakka                             | Otorgado en 2020             | Otorgado en 2021     |
| 1957 | Marita Lindahl† Miss Mundo 1957        | Airi Ikävalko                    | Saara Turunen                            | Otorgado en 2020             | Otorgado en 2021     |
| 1956 | Sirpa Koivu                            | Raija Kunnasmaa                  | Irmeli Sipilä                            | Otorgado en 2020             | Otorgado en 2021     |
| 1955 | Inga-Britt Söderberg† Miss Europa 1955 | Mirva Arvinen                    | Anni Helenius                            | Otorgado en 2020             | Otorgado en 2021     |
| 1954 | Yvonne de Bruyn                        | Liisa Hokkanen                   | Leni Katajakoski                         | Otorgado en 2020             | Otorgado en 2021     |
| 1953 | Maija-Riitta Tuomaala                  | Airi Uitto                       | Inger Sandvik                            | Otorgado en 2020             | Otorgado en 2021     |
| 1952 | Eva Hellas                             | Kyllikki Koskihalme              | x                                        | Otorgado en 2020             | Otorgado en 2021     |
| 1951 | Hilkka Ruuska                          | x                                | x                                        | Otorgado en 2020             | Otorgado en 2021     |
| 1950 | Hilkka Ruuska                          | Heidi Lybeck                     | x                                        | Otorgado en 2020             | Otorgado en 2021     |
| 1948 | Terttu Nyman                           | Maija-Liisa Kuukasjärvi          | Orvokki Tukiainen                        | Otorgado en 2020             | Otorgado en 2021     |
| 1947 | Anna-Liisa Leppänen                    | Margit Mattsson                  | Maire Kinnunen                           | Otorgado en 2020             | Otorgado en 2021     |
| 1946 | Anja Kola                              | Kirsti Sammalisto                | Otorgado a partir de 1947                | Otorgado en 2020             | Otorgado en 2021     |
| 1945 | Irja Alho                              | Ulla Pihl                        | Otorgado a partir de 1947                | Otorgado en 2020             | Otorgado en 2021     |
| 1941 | («Miss Messuhalli»)*                   | x                                | Otorgado a partir de 1947                | Otorgado en 2020             | Otorgado en 2021     |
| 1938 | Sirkka Salonen Miss Europa 1938        | Bertta Bask                      | Otorgado a partir de 1947                | Otorgado en 2020             | Otorgado en 2021     |
| 1937 | Margareta Huldin                       | Britta Wikström Miss Europa 1937 | Otorgado a partir de 1947                | Otorgado en 2020             | Otorgado en 2021     |
| 1936 | Irma Streng                            | Rita Molander                    | Otorgado a partir de 1947                | Otorgado en 2020             | Otorgado en 2021     |
| 1935 | Terttu Lyytikäinen                     | Eeva Sihvonen                    | Otorgado a partir de 1947                | Otorgado en 2020             | Otorgado en 2021     |
| 1934 | Anna-Lisa Fahler                       | Karin Romantschuk                | Otorgado a partir de 1947                | Otorgado en 2020             | Otorgado en 2021     |
| 1933 | Ester Toivonen† Miss Europa 1934       | Madeleine Lindebäck              | Otorgado a partir de 1947                | Otorgado en 2020             | Otorgado en 2021     |
| 1932 | Maija Nissinen                         | Otorgado a partir de 1933        | Otorgado a partir de 1947                | Otorgado en 2020             | Otorgado en 2021     |
| 1931 | Ranghild Nyholm                        | Otorgado a partir de 1933        | Otorgado a partir de 1947                | Otorgado en 2020             | Otorgado en 2021     |

## Representación internacional

### Miss Universo Finlandia
: Declarada como ganadora
     : Terminó como finalista
     : Terminó como una de las semifinalistas o cuartofinalistas
     : Terminó como ganadora de premios especiales
Miss Finlandia envía representantes a Miss Universo desde 1964.
| Año          | Ciudad natal | Miss Universo Finlandia | Posición en Miss Universo | Premios especiales                                                    |
| ------------ | ------------ | ----------------------- | ------------------------- | --------------------------------------------------------------------- |
| 2024         | Tampere      | Matilda Wirtavuori      | Top 30                    | - Miss Universo Europa y Oriente Medio - Voice for Change (finalista) |
| 2023         | Espoo        | Paula Joukanen          | No clasificó              |                                                                       |
| 2022         | Savonlinna   | Petra Hämäläinen        | No clasificó              |                                                                       |
| 2021         | Vaasa        | Essi Unkuri             | No clasificó              |                                                                       |
| 2020         | Tampere      | Viivi Altonen           | No clasificó              |                                                                       |
| 2019         | Sastamala    | Anni Harjunpää          | No clasificó              |                                                                       |
| 2018         | Lahti        | Alina Voronkova         | No clasificó              |                                                                       |
| 2017         | Helsinki     | Michaela Söderholm      | No clasificó              |                                                                       |
| 2016         | Jyväskylä    | Shirly Karvinen         | No clasificó              |                                                                       |
| 2015         | Oulu         | Rosa-Maria Ryyti        | No clasificó              |                                                                       |
| 2014         | Jyväskylä    | Bea Toivonen            | No clasificó              |                                                                       |
| 2013         | Nurmo        | Lotta Hintsa            | No clasificó              |                                                                       |
| 2012         | Helsinki     | Sara Chafak             | No clasificó              |                                                                       |
| 2011         | Joensuu      | Pia Pakarinen           | No clasificó              |                                                                       |
| 2010         | Vantaa       | Viivi Pumpanen          | No clasificó              |                                                                       |
| 2009         | Säkylä       | Essi Pöysti             | No clasificó              |                                                                       |
| 2008         | Tampere      | Satu Tuomisto           | No clasificó              |                                                                       |
| 2007         | Soini        | Noora Hautakangas       | No clasificó              |                                                                       |
| 2006         | Helsinki     | Ninni Laaksonen         | No clasificó              |                                                                       |
| 2005         | Porvoo       | Hanna Ek                | No clasificó              |                                                                       |
| 2004         | Helsinki     | Mira Salo               | No clasificó              |                                                                       |
| 2003         | Kristinestad | Anna Strömberg          | No clasificó              |                                                                       |
| 2002         | Lieto        | Janette Broman          | No clasificó              |                                                                       |
| 2001         | Jyväskylä    | Heidi Willman           | No clasificó              |                                                                       |
| 2000         | Kemi         | Suvi Miinala            | No clasificó              |                                                                       |
| 1999         | Porvoo       | Vanessa Forsman         | No clasificó              |                                                                       |
| 1998         | Kokkola      | Jonna Kauppila          | No clasificó              |                                                                       |
| 1997         | Kuopio       | Karita Tuomola          | No clasificó              |                                                                       |
| 1996         | Turku        | Lola Odusoga            | Segunda finalista         |                                                                       |
| 1995         | Kitee        | Heli Pirhonen           | No clasificó              |                                                                       |
| 1994         | Tohmajärvi   | Henna Meriläinen        | No clasificó              |                                                                       |
| 1993         | Nurmes       | Tarja Smura             | Top 10                    |                                                                       |
| 1992         | Helsinki     | Kirsi Syrjänen          | No clasificó              |                                                                       |
| 1991         | Salo         | Tanja Vienonen          | No clasificó              |                                                                       |
| 1990         | Helsinki     | Tiina Vierto            | No clasificó              |                                                                       |
| 1989         | Helsinki     | Åsa Lövdahl             | Top 10                    |                                                                       |
| 1988         | Porvoo       | Nina Björnström         | No clasificó              |                                                                       |
| 1987         | Tampere      | Outi Tanhuanpää         | No clasificó              |                                                                       |
| 1986         | Laupa        | Tuula Polvi             | Cuarta finalista          |                                                                       |
| 1985         | Jämsä        | Marja Kinnunen          | No clasificó              |                                                                       |
| 1984         | Himanka      | Anna-Liisa Tilus        | No clasificó              |                                                                       |
| 1983         | Nakkila      | Nina Rekola             | Top 12                    |                                                                       |
| 1982         | Vantaa       | Sari Aspholm            | Top 12                    |                                                                       |
| 1981         | Forssa       | Merja Varvikko          | No clasificó              |                                                                       |
| 1980         | —            | Sirpa Viljamaa          | No clasificó              |                                                                       |
| 1979         | Helsinki     | Päivi Uitto             | No clasificó              |                                                                       |
| 1978         | —            | Seija Paakkola          | No clasificó              |                                                                       |
| 1977         | Helsinki     | Armi Aavikko †          | No clasificó              |                                                                       |
| 1976         | —            | Suvi Lukkarinen         | No clasificó              |                                                                       |
| 1975         | Helsinki     | Anne Pohtamo            | Miss Universo 1975        |                                                                       |
| 1974         | Helsinki     | Johanna Raunio          | Segunda finalista         | - Miss Fotogénica                                                     |
| 1973         | Helsinki     | Raija Stark             | No clasificó              |                                                                       |
| 1972         | Helsinki     | Maj-Len Eriksson †      | No clasificó              |                                                                       |
| 1971         | Helsinki     | Pirjo Laitila           | Segunda finalista         | - Mejor en Traje de Baño                                              |
| 1970         | Rovaniemi    | Ursula Rainio           | No clasificó              |                                                                       |
| 1969         | Turku        | Harriet Eriksson        | Primera finalista         | - Mejor en Traje de Baño                                              |
| 1968         | Helsinki     | Leena Brusiin           | Segunda finalista         |                                                                       |
| 1967         | —            | Ritva Lehto †           | Tercera finalista         |                                                                       |
| 1966         | —            | Satu Östring            | Primera finalista         |                                                                       |
| 1965         | —            | Virpi Miettinen         | Primera finalista         |                                                                       |
| 1964         | —            | Sirpa Suosmaa           | Top 10                    |                                                                       |
| 1963         | —            | Riitta Kautiainen       | Top 15                    |                                                                       |
| 1962         | —            | Aulikki Järvinen        | Segunda finalista         |                                                                       |
| 1961         | —            | Ritva Wächter           | No clasificó              |                                                                       |
| 1960         | —            | Maija-Leena Manninen    | No clasificó              |                                                                       |
| 1959         | —            | Tarja Nurmi             | No compitió               | No compitió                                                           |
| 1958         | —            | Pirkko Mannola          | No compitió               | No compitió                                                           |
| 1957         | —            | Marita Lindahl †        | No compitió               | No compitió                                                           |
| 1956         | —            | Mirva Arvinen           | No compitió               | No compitió                                                           |
| Suomen Neito |              |                         |                           |                                                                       |
| 1955         | —            | Sirkku Talja            | No clasificó              |                                                                       |
| 1954         | —            | Lenita Airisto          | No clasificó              |                                                                       |
| 1953         | —            | Teija Anneli Sopanen    | No clasificó              |                                                                       |
| 1952         | Muhos        | Armi Helena Kuusela     | Miss Universo 1952        |                                                                       |

### Miss Internacional Finlandia
: Declarada como ganadora
     : Terminó como finalista
     : Terminó como una de las semifinalistas o cuartofinalistas
     : Terminó como ganadora de premios especiales
La segunda finalista de Miss Finlandia iba a Miss Internacional hasta 2017. En 2018, 2019 y 2022, la primera finalista fue a Miss Internacional.
| Año                                                                                 | Ciudad natal | Miss Internacional Finlandia | Posición en Miss Internacional | Premios especiales          |
| ----------------------------------------------------------------------------------- | ------------ | ---------------------------- | ------------------------------ | --------------------------- |
| 2023                                                                                | Savonlinna   | Petra Hämäläinen             | No clasificó                   |                             |
| 2022                                                                                | Turku        | Anna Merimaa                 | Top 15                         | - Miss Internacional Europa |
| Debido al impacto de la pandemia de COVID-19, no hubo competencia entre 2020 y 2021 |              |                              |                                |                             |
| 2019                                                                                | Oulu         | Jutta Kyllönen               | Top 15                         |                             |
| 2018                                                                                | Lappeenranta | Eevi Ihalainen               | No clasificó                   |                             |
| 2017                                                                                | Tampere      | Pihla Koivuniemi             | Top 15                         |                             |
| 2016                                                                                | Helsinki     | Emilia Seppänen              | Top 15                         |                             |
| 2015                                                                                | Helsinki     | Saara Ahlberg                | No clasificó                   |                             |
| 2014                                                                                | Kuopio       | Milla Romppanen              | Cuarta finalista               |                             |
| 2013                                                                                | Siuntio      | Helianna Ylimaula            | No clasificó                   |                             |
| 2012                                                                                | Turku        | Viivi Suominen               | Primera finalista              |                             |
| 2011                                                                                | Pori         | Niina Lavonen                | No clasificó                   |                             |
| 2010                                                                                | Helsinki     | Susanna Turja                | No clasificó                   |                             |
| 2009                                                                                | Helsinki     | Linda Wikstedt               | Top 15                         |                             |
| 2008                                                                                | Haukipudas   | Janna Tannilla               | No clasificó                   |                             |
| 2007                                                                                | —            | Joanna Väre                  | No clasificó                   |                             |
| 2006                                                                                | —            | Karoliina Yläjoki            | No clasificó                   |                             |
| 2005                                                                                | —            | Susanna Laine                | Segunda finalista              |                             |
| 2004                                                                                | —            | Henna Ylilauri               | No clasificó                   |                             |
| 2003                                                                                | —            | Suvi Hartlin                 | Segunda finalista              |                             |
| 2002                                                                                | —            | Katariina Kulve              | No clasificó                   |                             |
| 2001                                                                                | —            | Hanna Pajulammi              | No clasificó                   |                             |
| 2000                                                                                | —            | Kati Nirkko                  | Top 15                         |                             |
| 1999                                                                                | —            | Saija Palin                  | Segunda finalista              |                             |
| 1998                                                                                | —            | Piia Hartikainen             | Top 15                         | - Miss Amistad              |
| 1997                                                                                | —            | Maria Hietanen               | No clasificó                   |                             |
| 1996                                                                                | —            | Ulrika Wester                | No clasificó                   |                             |
| 1995                                                                                | —            | Susanne Tasa                 | No compitió                    | No compitió                 |
| 1994                                                                                | —            | Marja Vuoristo               | No clasificó                   |                             |
| 1993                                                                                | —            | Arlene Kotala                | No clasificó                   |                             |
| 1992                                                                                | —            | Tiina Salmesvirta            | Top 15                         |                             |
| 1991                                                                                | —            | Päivi Hytinkoski             | No clasificó                   |                             |
| 1990                                                                                | —            | Anu Yli-Mäenpää              | Top 15                         |                             |
| 1989                                                                                | —            | Minna Kittilä                | No clasificó                   |                             |
| 1988                                                                                | —            | Sari Pääkkönen               | Top 15                         |                             |
| 1987                                                                                | —            | Niina Kärkkäinen             | No clasificó                   |                             |
| 1986                                                                                | —            | Maarit Salomäki              | No clasificó                   |                             |
| 1985                                                                                | —            | Marjukka Tontti              | Top 15                         |                             |
| 1984                                                                                | —            | Tiina Hyvärinen              | Top 15                         |                             |
| 1983                                                                                | —            | Niina Kesäniemi              | No clasificó                   |                             |
| 1982                                                                                | —            | Aino Summa                   | Top 15                         |                             |
| 1981                                                                                | —            | Merja Varvikko               | No clasificó                   |                             |
| 1980                                                                                | —            | Paula Nieminen               | No clasificó                   |                             |
| 1979                                                                                | —            | Käte Nyberg                  | Tercera finalista              |                             |
| 1978                                                                                | —            | Hymy Marja Suuronen          | No clasificó                   |                             |
| 1977                                                                                | —            | Arja-Liisa Lehtinen          | No clasificó                   |                             |
| 1976                                                                                | —            | Maarit Leso                  | No clasificó                   |                             |
| 1975                                                                                | —            | Eeva Mannerberg              | Primera finalista              |                             |
| 1974                                                                                | Turku        | Johanna Raunio               | Segunda finalista              |                             |
| 1973                                                                                | —            | Anneli Björkling             | Miss Internacional 1973        |                             |
| 1972                                                                                | —            | Tarja Annikki Leskinen       | Top 15                         |                             |
| 1971                                                                                | —            | Hannele Halme                | Cuarta finalista               |                             |
| 1970                                                                                | —            | Irene Karvola                | No clasificó                   |                             |
| 1969                                                                                | —            | Satu Charlotta Östring       | Primera finalista              | - Miss Fotogénica           |
| 1968                                                                                | —            | Satu Kostiainen              | No clasificó                   |                             |
| 1967                                                                                | —            | Terttu Ronkainen             | Top 15                         |                             |
| 1966                                                                                |              |                              |                                |                             |
| 1965                                                                                | —            | Esti Östring                 | Top 15                         |                             |
| 1964                                                                                | —            | Maila Maria Östring          | Cuarta finalista               |                             |
| 1963                                                                                | —            | Anneli Rantala               | No clasificó                   |                             |
| 1962                                                                                | —            | Eeva Malinen                 | Top 15                         |                             |
| 1961                                                                                | —            | Marja Ryönä                  | Top 15                         |                             |
| 1960                                                                                | —            | Marketta Nieminen            | No clasificó                   |                             |

### Miss Mundo Finlandia
: Declarada como ganadora
     : Terminó como finalista
     : Terminó como una de las semifinalistas o cuartofinalistas
     : Terminó como ganadora de premios especiales
La primera finalista de Miss Finlandia iba a Miss Mundo hasta 2017. En 2018, la segunda finalista fue a Miss Mundo, y en 2019, Dana Mononen fue designada Miss Mundo Finlandia 2019 por la Organización Miss Finlandia.
| Año  | Ciudad natal | Miss Mundo Finlandia | Posición en Miss Mundo | Premios especiales | |
| ---- | --- | --- | --- | --- | --- |
| 2023 | Sonkajärvi | Adelaide Botty van den Bruele | No clasificó | - Talento (Top 23) | |
| 2022 | Miss Mundo 2021 se reprogramó para el 16 de marzo de 2022 debido al brote de pandemia de COVID-19 en Puerto Rico, no comenzó ninguna edición en 2022 | Miss Mundo 2021 se reprogramó para el 16 de marzo de 2022 debido al brote de pandemia de COVID-19 en Puerto Rico, no comenzó ninguna edición en 2022 | Miss Mundo 2021 se reprogramó para el 16 de marzo de 2022 debido al brote de pandemia de COVID-19 en Puerto Rico, no comenzó ninguna edición en 2022 | Miss Mundo 2021 se reprogramó para el 16 de marzo de 2022 debido al brote de pandemia de COVID-19 en Puerto Rico, no comenzó ninguna edición en 2022 | Miss Mundo 2021 se reprogramó para el 16 de marzo de 2022 debido al brote de pandemia de COVID-19 en Puerto Rico, no comenzó ninguna edición en 2022 |
| 2021 | Vantaa | Lauta Hautaniemi | No clasificó | - Deportes (Top 32) | |
| 2020 | Debido al impacto de la pandemia de COVID-19, no hubo concurso en 2020                                                                               | Debido al impacto de la pandemia de COVID-19, no hubo concurso en 2020                                                                               | Debido al impacto de la pandemia de COVID-19, no hubo concurso en 2020                                                                               | Debido al impacto de la pandemia de COVID-19, no hubo concurso en 2020                                                                               | Debido al impacto de la pandemia de COVID-19, no hubo concurso en 2020                                                                               |
| 2019 | Helsinki | Dana Mononen | No clasificó | - Top Model (Top 40) | |
| 2018 | Helsinki | Jenny Lappalainen | No clasificó | - Deportes (Top 24) | |
| 2017 | Turku | Adriana Gerxhalija | No clasificó | | |
| 2016 | Turku | Heta Sallinen | No clasificó | | |
| 2015 | Helsinki | Carola Miller | No clasificó | - Talento (Top 30) | |
| 2014 | Helsinki | Krista Haapalainen | Top 25 | - Deportes - Talento (Top 30) | |
| 2013 | Nokia | Maija Kerisalmi | No clasificó | | |
| 2012 | Helsinki | Sabina Särkkä | No clasificó | - Talento (Top 25) | |
| 2011 | Tornio | Sara Sieppi | No clasificó | | |
| 2010 | Helsinki | Anne Nurminen | No clasificó | - Deportes (Top 20) - Talento (Top 21) | |
| 2009 | Turku | Sanna Anniina Kankaanpää | No clasificó | | |
| 2008 | Helsinki | Linda Wikstedt | No clasificó | | |
| 2007 | Porvoo | Linnea Eerica Annikki Aaltonen | No clasificó | | |
| 2006 | — | Jenniina Elva Kristina Tuokko | No clasificó | - Deportes (Top 27) | |
| 2005 | — | Elina Nurmi | No compitió | No compitió | |
| 2004 | Naantali | Nina Johanna Tikanmäki | No clasificó | | |
| 2003 | — | Katri Johanna Hynninen | No clasificó | | |
| 2002 | — | Hannenn Hynynen | No clasificó | | |
| 2001 | — | Jenni Dahlman | No clasificó | | |
| 2000 | — | Salima Anita Peippo | No clasificó | | |
| 1999 | — | Maria Laamanen | No clasificó | | |
| 1998 | — | Maaret Saija Nousiainen | No clasificó | | |
| 1997 | — | Minna Lehtinen | No clasificó | | |
| 1996 | — | Hanna Hirvonen | No clasificó | | |
| 1995 | — | Terhi Koivisto | No clasificó | | |
| 1994 | — | Mia Marianne Forsell | No clasificó | | |
| 1993 | — | Janina Frostell | Top 15 | | |
| 1992 | — | Petra Enrika Von Hellens | Top 15 | | |
| 1991 | — | Nina Autio | No clasificó | | |
| 1990 | — | Nina Björkfelt | Tercera finalista | | |
| 1989 | — | Åsa Lövdahl | No clasificó | | |
| 1988 | — | Nina Björnström | No clasificó | | |
| 1987 | — | Minna Rinnetmäki | No clasificó | | |
| 1986 | — | Satu-Riitta Alaharja | No clasificó | | |
| 1985 | — | Marja Kinnunen | No clasificó | | |
| 1984 | — | Anna-Liisa Tilus | Top 15 | | |
| 1983 | — | Marita Pekkala | No clasificó | | |
| 1982 | — | Sari Aspholm | Primera finalista | | |
| 1981 | — | Pia Nurminen | No clasificó | | |
| 1980 | — | Ritva Helena Tamio | No clasificó | | |
| 1979 | — | Tuire Pentikäinen | No clasificó | | |
| 1978 | — | Eija Laaksonen | Top 15 | | |
| 1977 | — | Asta Seppälä | Top 15 | | |
| 1976 | — | Merja Tammi | Cuarta finalista | | |
| 1975 | — | Leena Kaarina Vainio | Top 15 | | |
| 1974 | — | Talvikki Ekman | No clasificó | | |
| 1973 | — | Seija Mäkinen | No clasificó | | |
| 1972 | — | Anneli Björkling | Quinta finalista | | |
| 1971 | — | Mirja Halme | No clasificó | | |
| 1970 | — | Hannele Hamara | No clasificó | | |
| 1969 | — | Päivi Raita | Top 15 | | |
| 1968 | — | Leena Sipilä | No clasificó | | |
| 1967 | — | Hedy Rännäri | No clasificó | | |
| 1966 | — | Marita Gellman | No clasificó | | |
| 1965 | — | Raija Salminen | Top 16 | | |
| 1964 | — | Maila Maria Östring | No clasificó | | |
| 1963 | — | Marja-Liisa Ståhlberg | Segunda finalista | | |
| 1962 | — | Kaarina Leskinen | Primera finalista | | |
| 1961 | — | Ritva Wächter | Top 15 | | |
| 1960 | — | Margareta Schaouman | No clasificó | | |
| 1959 | — | Margit Jaatinen | No clasificó | | |
| 1958 | — | Eva-Maija Sariola | No compitió | No compitió | |
| 1957 | Helsinki | Marita Lindahl† | Miss Mundo 1957 | | |
| 1956 | — | Sirpa Koivu | No clasificó | | |
| 1955 | — | Mirva Arvinen | No clasificó | | |
| 1954 | — | Yvonne de Bruyn | No clasificó | | |
| 1953 | — | Maija-Riitta Tuomaala | No clasificó | | |
| 1952 | — | Eva Hellas | Tercera finalista | | |